# Visió beatífica
En teologia cristiana, la visió beatífica (en llatí visio beatifica) és la percepció visual directa i eterna de Déu. Està relacionada amb la creença catòlica i ortodoxa en la teosi.